# NGC 1411
NGC 1411 = IC 1943 ist eine elliptische Galaxie vom Hubble-Typ E/S0 im Sternbild Horologium am Südsternhimmel. Sie ist schätzungsweise 38 Millionen Lichtjahre von der Milchstraße entfernt und hat einen Durchmesser von etwa 25.000 Lj.

Im selben Himmelsareal befinden sich u. a. die Galaxien NGC 1448, IC 1969, IC 1970, IC 1986.
Das Objekt wurde am 24. Oktober 1835 von John Herschel entdeckt.